# Michael Henrich
Michael Henrich (* 3. März 1980 in Thornhill, Ontario) ist ein ehemaliger kanadischer Eishockeyspieler, der zuletzt während der Saison 2013/14 bei Coventry Blaze in der EIHL unter Vertrag stand. Sein Bruder Adam ist auch ein professioneller Eishockeyspieler. In Asiago und in Coventry spielten die beiden zusammen in der gleichen Mannschaft.

## Karriere
Henrich begann seine Karriere 1996 in der kanadischen Juniorenliga Ontario Hockey League bei den Barrie Colts. Nachdem er dort durch gute Leistungen auf sich aufmerksam machte, wurde er während des NHL Entry Draft 1998 von den Edmonton Oilers in der ersten Runde an insgesamt 13. Position ausgewählt. Der gelernte Stürmer blieb zwei weitere Jahre in der OHL, in denen er 165 Ligapartien absolvierte und dabei 187 Scorerpunkte erzielte.
Im Sommer 2000 wechselte er in die National Hockey League zu den Edmonton Oilers, die ihn allerdings ausschließlich in deren Farmteam, den Hamilton Bulldogs, in der American Hockey League einsetzten. Trotz seiner frühen Draftposition, kam er in der NHL nie zum Einsatz. Nach weiteren Karrierestationen bei den Hershey Bears, dem schwedischen Klub Mora IK sowie den Toronto Roadrunners, unterschrieb Henrich zur Saison 2004/05 einen Vertrag beim damaligen österreichischen Zweitligisten EK Zell am See.
Dort gehörte der Kanadier zu den teamintern besten Scorer und konnte ihn 34 Spielen 77 Mal punkten. Folglich wurden die Verantwortlichen der Duisburger Füchse auf ihn aufmerksam und transferierten ihn im Sommer 2005 in die Deutsche Eishockey Liga, wo er einen Einjahresvertrag erhielt. Henrichs konnte seine guten Leistungen, auch auf Grund der höheren und deutlich stärkeren Liga, nicht wiederholen und wechselte nach Vertragsende in die 2. Bundesliga zu den Grizzly Adams Wolfsburg.
Mit den Grizzly Adams stieg der Rechtsschütze zum Saisonende in die DEL auf. Henrich blieb ein weiteres Jahr in Wolfsburg, in dem er 56 Partien absolvierte und dabei 31 Punkte erzielte, ehe sein Vertrag im Sommer 2008 auslief. Im Sommer 2008 unterschrieb er beim italienischen Erstligisten Asiago Hockey in der Serie A1. Nach der Saison 2009/10 verlängerte er seinen Vertrag für weitere zwei Jahre.
Im August 2012 wurde der Kanadier vom EC Dornbirn aus der Erste Bank Eishockey Liga verpflichtet. Nach einer Saison wechselte Henrich in die EIHL zu Coventry Blaze, wo auch sein Bruder Adam zu dieser Zeit unter Vertrag stand.

## Erfolge und Auszeichnungen
- 2000 J.-Ross-Robertson-Cup-Gewinn mit den Barrie Colts
- 2007 Meister der 2. Bundesliga mit den Grizzly Adams Wolfsburg
- 2010 Italienischer Meister mit AS Asiago Hockey
- 2011 Italienischer Meister mit AS Asiago Hockey